# Orologio anaforico

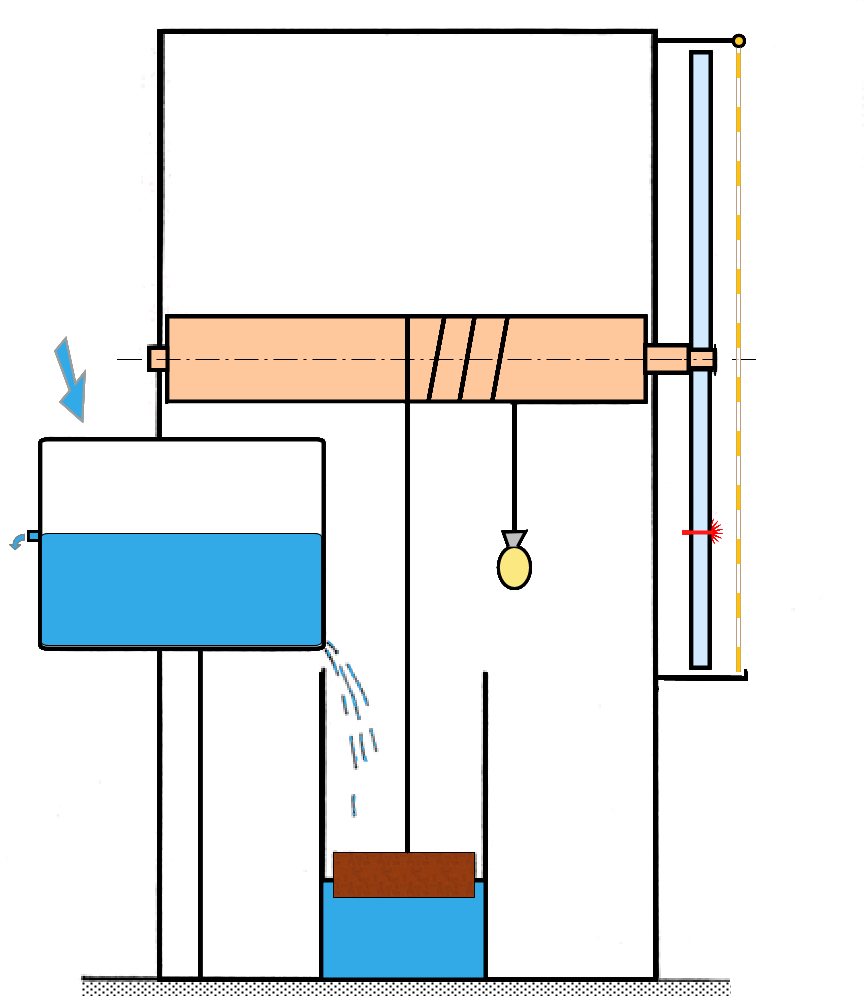
Schema di un orologio anaforico

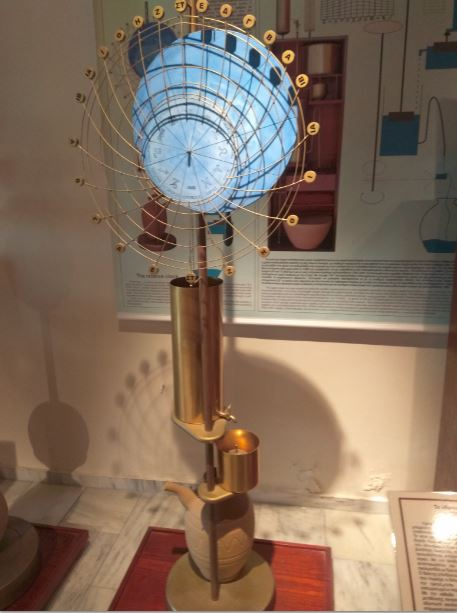
Ricostruzione moderna di un orologio anaforico

L'orologio anaforico è un antico orologio idraulico caratterizzato da una griglia fissa delle ore temporarie per una determinata latitudine, dietro la quale ruota a velocità costante un disco con la proiezione stereografica del cielo. Su questo disco, l'eclittica è rappresentata da una serie di fori (uno per ogni giorno o uno ogni due o tre giorni, a seconda delle dimensioni del disco), in cui viene inserita una bulla a rappresentare la posizione del Sole. La posizione della bulla rispetto alla griglia indica l'ora corrente.
L'orologio anaforico è descritto da Vitruvio nel libro nono del suo De architectura.

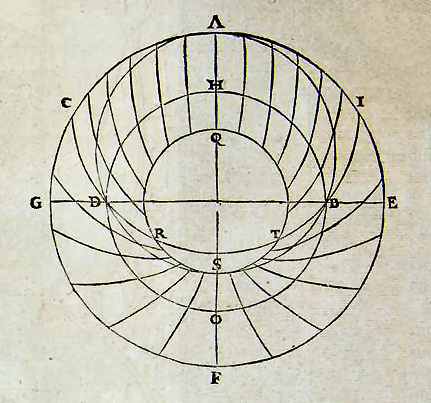
Griglia fissa delle ore temporarie, della linea dell'orizzonte, dell'eclittica, del tropico del Cancro, dell'equatore e del tropico del Capricorno
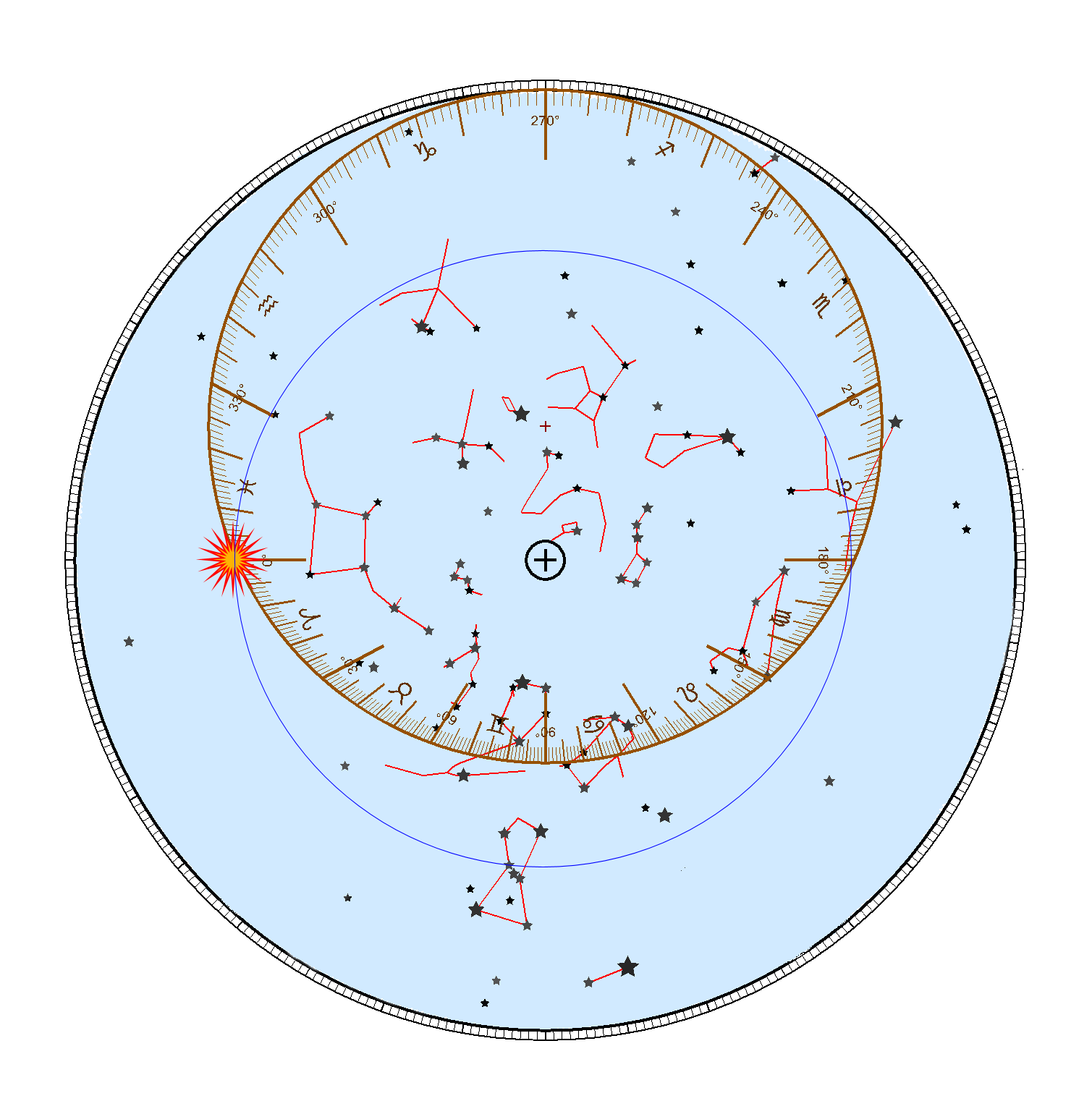
Timpano dell'orologio, raffigurante le costellazioni, l'eclittica e la posizione del sole
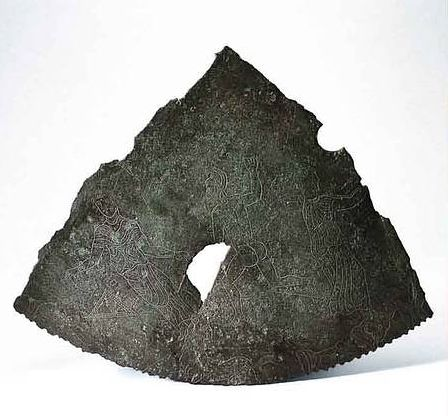
Frammento di un timpano di orologio anaforico, da Salisburgo
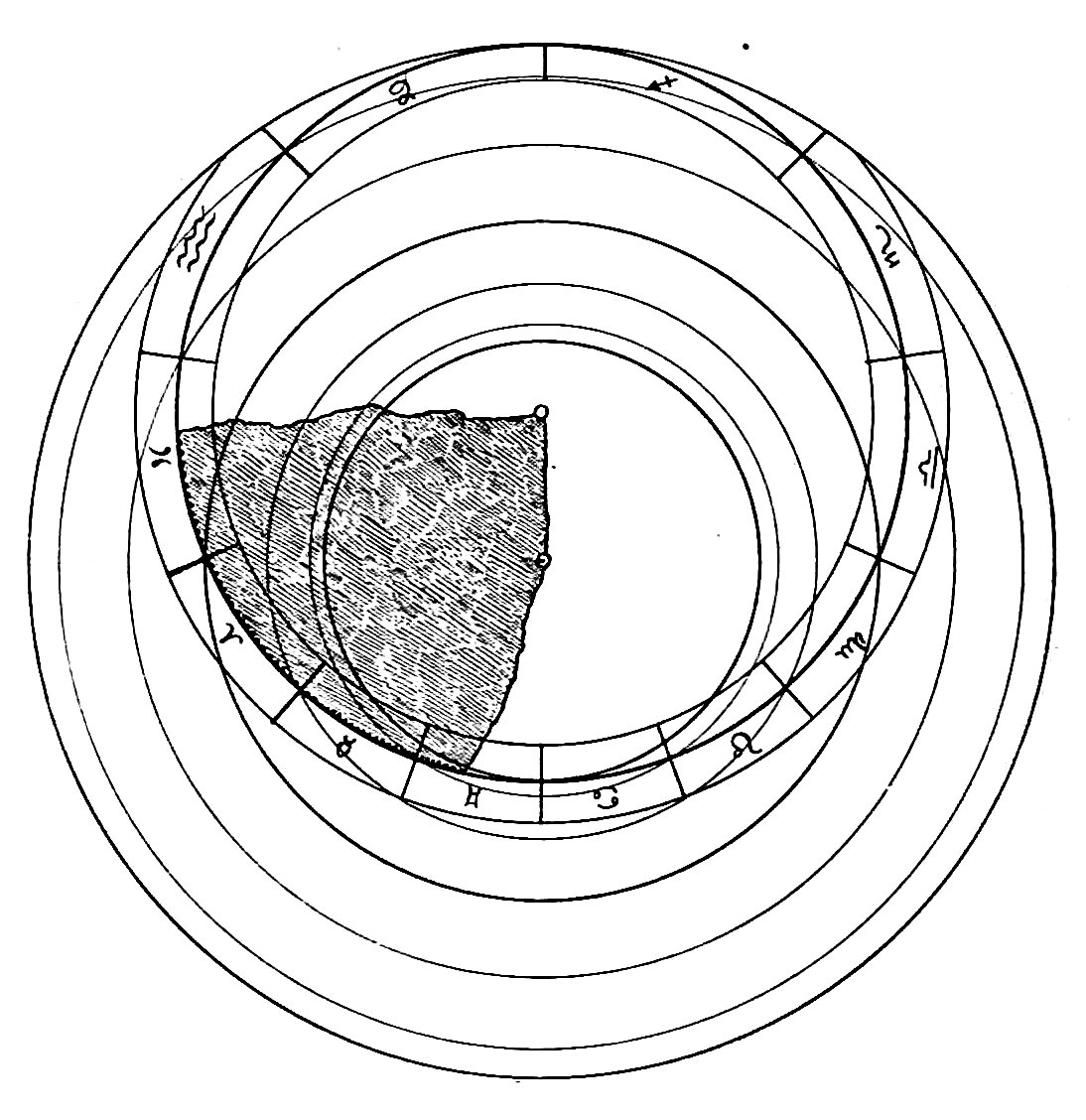
Posizione del frammento di Salisburgo all'interno del timpano dell'orologio anaforico